# Mispila nigrovittata
Mispila nigrovittata là một loài bọ cánh cứng trong họ Cerambycidae.